# Лю Шоубинь
Лю Шоуби́нь (кит. упр. 刘寿斌, пиньинь Liú Shòubīn, р.3 марта 1968) — китайский тяжелоатлет, чемпион мира, призёр Олимпийских игр.

## Биография
Лю Шоубинь родился в 1968 году в городском уезде Цзянъю городского округа Мяньян провинции Сычуань. В 1982 году вошёл в сборную провинции, в 1984 — в национальную сборную.
В 1986 году Лю Шоубинь занял 2-е место на молодёжном чемпионате мира, а в следующем году — уже на взрослом чемпионате мира. В 1988 году он стал чемпионом мира среди юниоров и завоевал бронзовую медаль Олимпийских игр в Сеуле. В 1989 году Лю Шоубинь стал обладателем серебряной медали чемпионата мира, в 1990 году — золотой медали чемпионата мира и серебряной медали Азиатских игр. В 1991 году, на Чемпионате мира в Донауэшингене установил мировой рекорд в рывке — 135 кг. В 1992 году он завоевал серебряные медали Олимпийских игр в Барселоне и чемпионата мира.
В 1994 году произошло перераспределение весовых категорий, была исключена категория «до 56 кг», в которой выступал Лю Шоубинь, и ему пришлось выступать либо в более лёгкой, либо в более тяжёлой категориях, где хватало конкурентов которые, с точки зрения спортивного руководства, были более перспективными для выступлений на международной арене.